# زبان ووتی
وُتی، یا ووتی(vađđa ceeli یا maaceeli؛ در املای قدیم: vaďďa tšeeli , maatšeeli)، زبانی است که توسط ووت‌های اینگریا استفاده می‌شود و متعلق به شاخه فینی (فنلاندی) زبانهای اورالی است. ووتی فقط در کراکولیه (Krakolye) و لوژیتسی (Luzhitsy)، دو روستا در منطقه کینگیسِپسکی صحبت می‌شود و نزدیک به انقراض است. در سال ۱۹۸۹، ۶۲ سخنور داشت که جوانترینشان متولد سال ۱۹۳۸ بود. اکونومیست در شماره ۲۴ دسامبر ۲۰۰۵ خود نوشت که فقط حدود ۲۰ سخنور برای این زبان باقی مانده‌است.